# Knüppeldamm

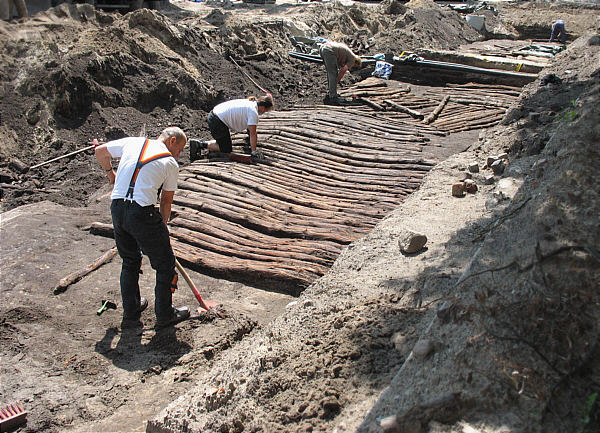
Historischer Knüppeldamm in Oranienburg

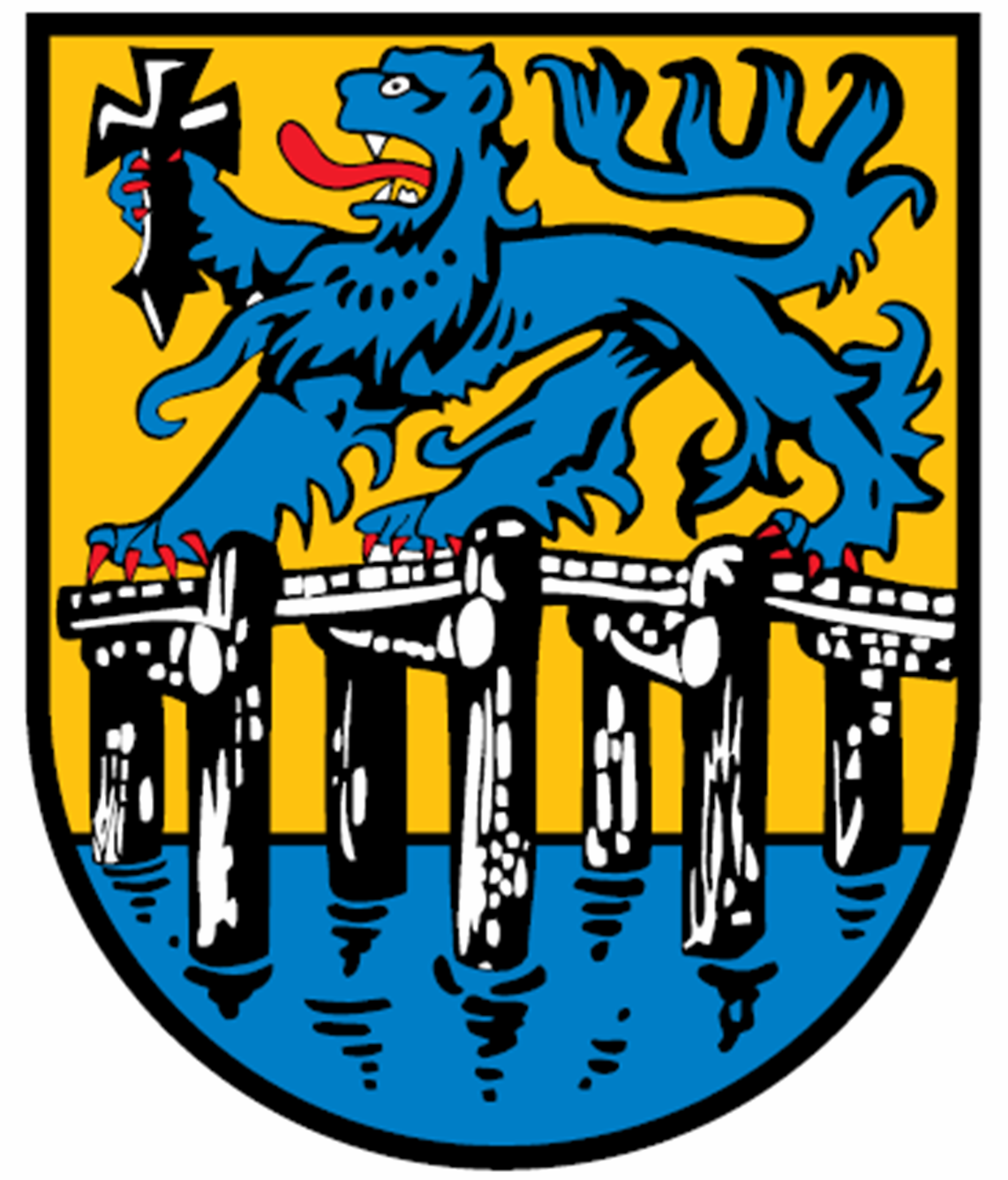
Wappentier schreitet uber einen Knüppeldamm (Wappen von Lauenbrück)

Ein Knüppeldamm, Prügelweg, Knüppelweg, Bohlenweg oder auch Holzweg (wobei letzteres auch einen Rückeweg bezeichnen kann) ist ein durch Rundholz oder Bohlen befestigter Weg, der durch Gartenanlagen, Moore, ein sumpfiges oder aus anderen Gründen schwer befahr- oder begehbares Gebiet mit wenig tragfähigem Grund führt. Auf Baustellen werden solche Wege oft vorübergehend angelegt und nach Abschluss der Baumaßnahmen zurückgebaut. Gleiches gilt für Zuwege zu abgelegenen Bauplätzen.
Ein weiteres Anwendungsgebiet sind die so genannten innerbetrieblichen Dienstwege in Bahnanlagen zur Überquerung von Gleisen und Verkehrsinseln durch das Bahnbetriebspersonal.

## Bau und Wirkungsweise

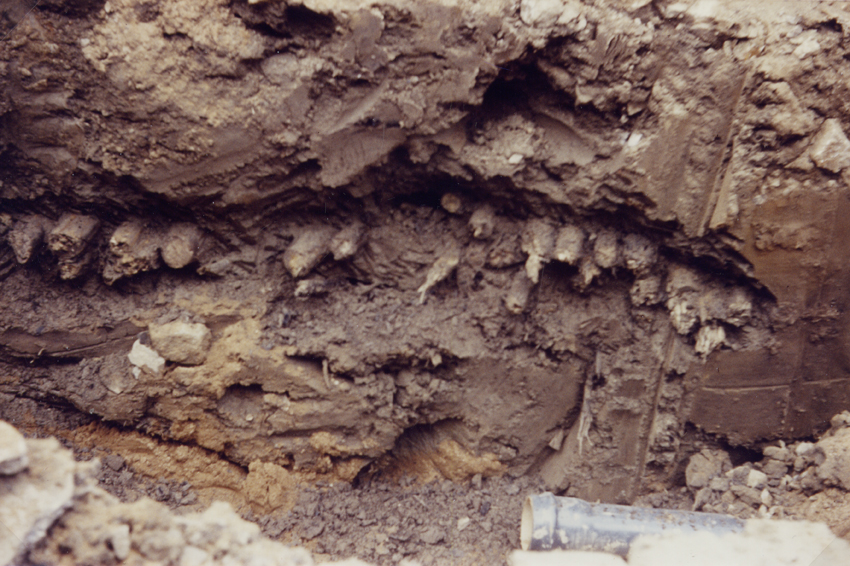
Ein bei Bauarbeiten freigelegter Knüppeldamm in Wersau im Odenwald stammt aus dem 17. Jahrhundert und diente einst der Befestigung der Moorbachstraße

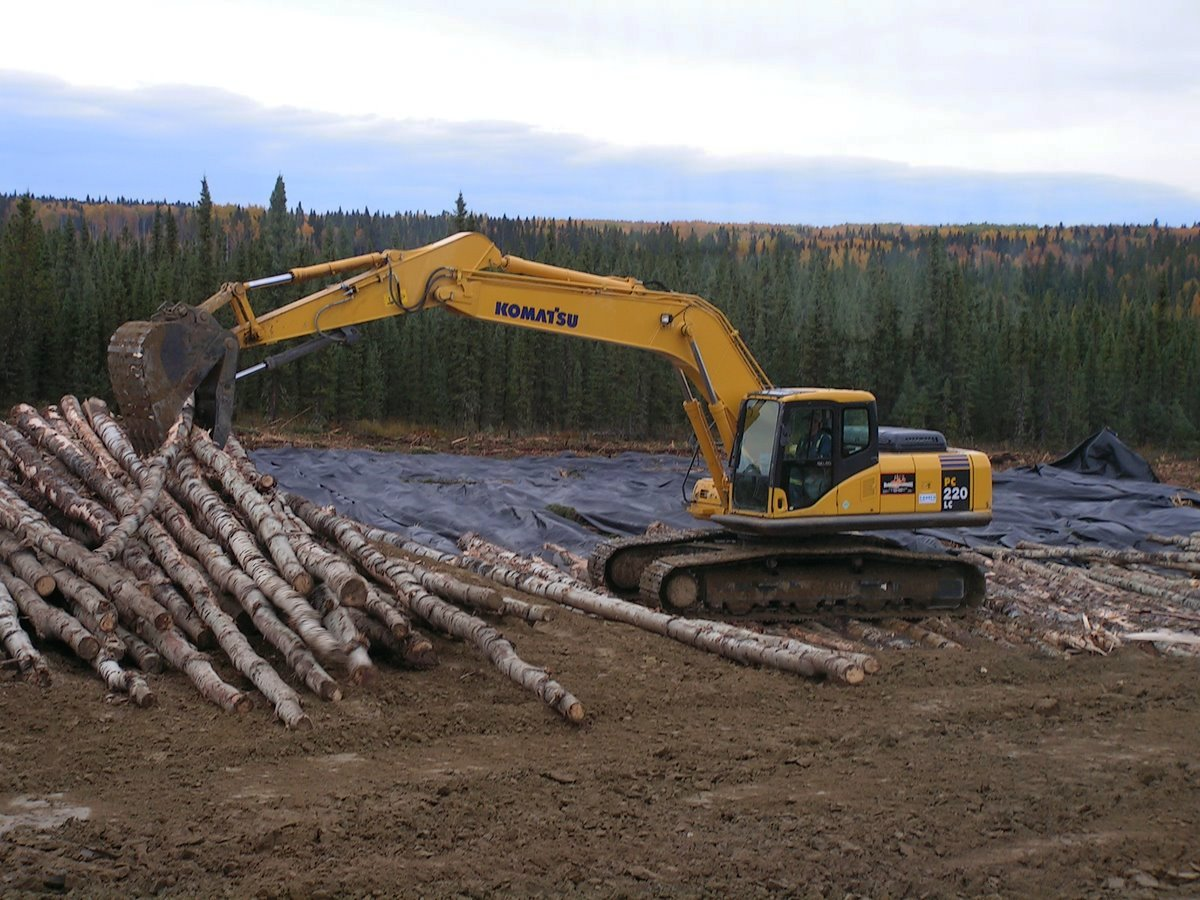
Bau eines Knüppeldamms in Alberta, Kanada

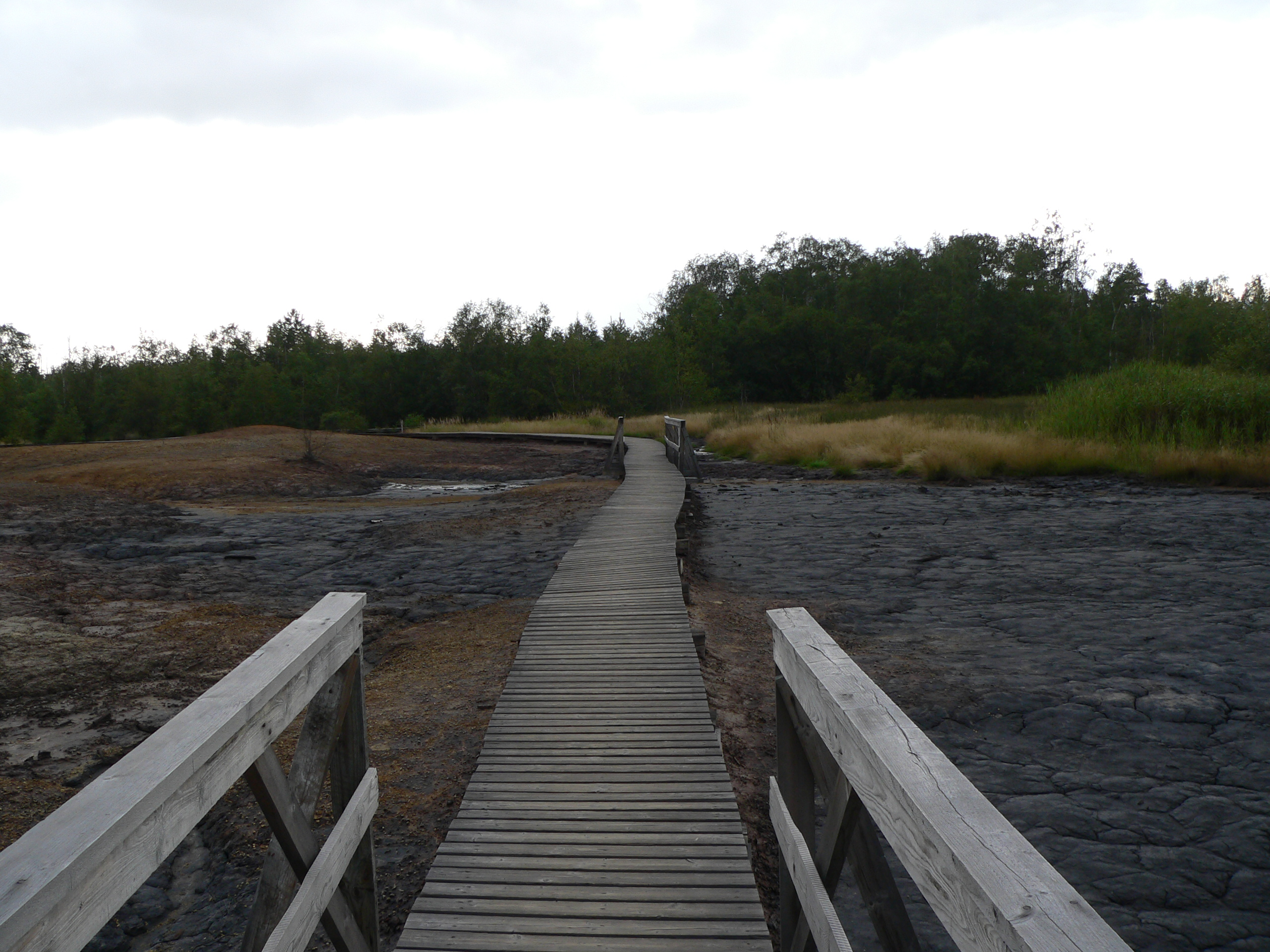
Heute werden meist Stege mit Balken aus Holz oder recyceltem Kunststoff statt Knüppeldämmen angelegt

Knüppeldämme bzw. vorgeschichtliche Moorwege sind seit dem Mesolithikum bekannt und waren eine weitverbreitete Straßenbauweise bis in das 16. Jahrhundert hinein.
Zum Bau eines Knüppeldamms legte man die Hölzer quer zur Fortbewegungsrichtung auf Randhölzer und überdeckte sie durch weitere Randhölzer auf beiden Seiten. Ober- und unterhalb liegende Randhölzer wurden anschließend durch Bindeweiden oder später auch durch Draht verbunden. Statt der Knüppel wurden oft auch Faschinen verwendet.
Die über die kleine Aufstandsfläche eines Rades, eines Tierhufs oder eines menschlichen Fußes wirkende Belastungskraft wird über die jeweils momentan berührten ein oder zwei Bohlen oder Faschinen auf eine wesentlich größere Fläche des Untergrunds verteilt und reduziert somit den spezifischen Bodendruck (= Kraft / Fläche) und damit das Einsinken. Deshalb sind eine gewisse Auflagefläche und eine gewisse Eigensteife der Bohlen oder Faschinen notwendig, und daher ist ein Mindestdurchmesser vorteilhaft. Andererseits sollen die Knüppel nicht zu grob sein, um Räder nicht zu stark rumpeln und Hufe oder Füße nicht zu stark verkippen zu lassen.
Die Tragelemente werden durch Belastung nahe ihren Enden dort spezifisch bis zu doppelt so stark pro Fläche belastet und würden entsprechend tiefer einsinken, was von quer zu diesen (und längs des Wegs) liegenden Unterlagselementen aufgefangen wird. An den Rändern obenauf gebundene Längselemente schützen vor Abgleiten mit Rad oder Bein. Zumindest solange das Holz noch frisch und nicht mit Wasser vollgesogen ist, ist es spezifisch leichter als der halbflüssige Morast, trägt auch mittels Auftrieb und versinkt deshalb auch nicht von selbst.